# Rajokształtne
Rajokształtne (Rajiformes) – rząd ryb z gromady ryb chrzęstnoszkieletowych (Elasmobranchii) o ciele silnie spłaszczonym grzbietobrzusznie, kształtu tarczowatego lub romboidalnego, przystosowanym do życia przy dnie. Oczy położone są po stronie grzbietowej, a otwory gębowy i skrzelowe leżą po stronie brzusznej. Ogon silnie wydłużony. Płetwy grzbietowe 0–2. Jajorodne, z jajami otoczonymi rogowymi kapsułkami z czterema długimi końcówkami.

## Systematyka
Dawniej do Rajiformes zaliczane były wszystkie płaszczki, a rząd był i często nadal jest określany nazwą płaszczkokształtne. Obecnie płaszczki w dawnym rozumieniu Rajiformes dzielone są na rzędy: orleniokształtne (orlenie, w tym ogończe), rajokształtne (raje), piłokształtne (piły) i drętwokształtne (drętwy). 
Wielu autorów do rajokształtnych zalicza niżej wymienione, żyjące współcześnie rodziny. Niejasną pozycję ma rodzina Rhinidae zaliczana przez niektórych do odrębnego rzędu Rhinopristiformes.
Do rajokształtnych zaliczane są następujące współcześnie występujące rodziny:
- Rajidae Blainville, 1816 – rajowate
- Arhynchobatidae Fowler, 1934
- Gurgesiellidae de Buen, 1959
- Anacanthobatidae von Bonde & Swart, 1923

Opisano również rodziny wymarłe:
- Cyclobatidae Jaekel, 1911
- Hypsobatidae Cappetta, 1992
- Parapalaeobatidae Cappetta, 1992